# Брюгеа
Брюгеа́ (фр. Brugheas) — коммуна во Франции, находится в регионе Овернь. Департамент коммуны — Алье. Входит в состав кантона Эскюроль. Округ коммуны — Виши.
Код INSEE коммуны — 03044.

## Население
Население коммуны на 2008 год составляло 1311 человек.
| 1962 | 1968 | 1975 | 1982 | 1990 | 1999 | 2008 |
| ---- | ---- | ---- | ---- | ---- | ---- | ---- |
| 1012 | 1012 | 1096 | 1200 | 1213 | 1223 | 1311 |

## Экономика
В 2007 году среди 835 человек в трудоспособном возрасте (15—64 лет) 607 были экономически активными, 228 — неактивными (показатель активности — 72,7 %, в 1999 году было 72,1 %). Из 607 активных работали 559 человек (286 мужчин и 273 женщины), безработных было 48 (27 мужчин и 21 женщина). Среди 228 неактивных 59 человек были учениками или студентами, 97 — пенсионерами, 72 были неактивными по другим причинам.

## Достопримечательности
- Приходская романская церковь Сен-Мартен (XI—XII века)
- Коллеж Брюгеа. Основан в 1620 году.
- Замок Брюгеа (XV век, перестроен в XVII веке)

## Фотогалерея

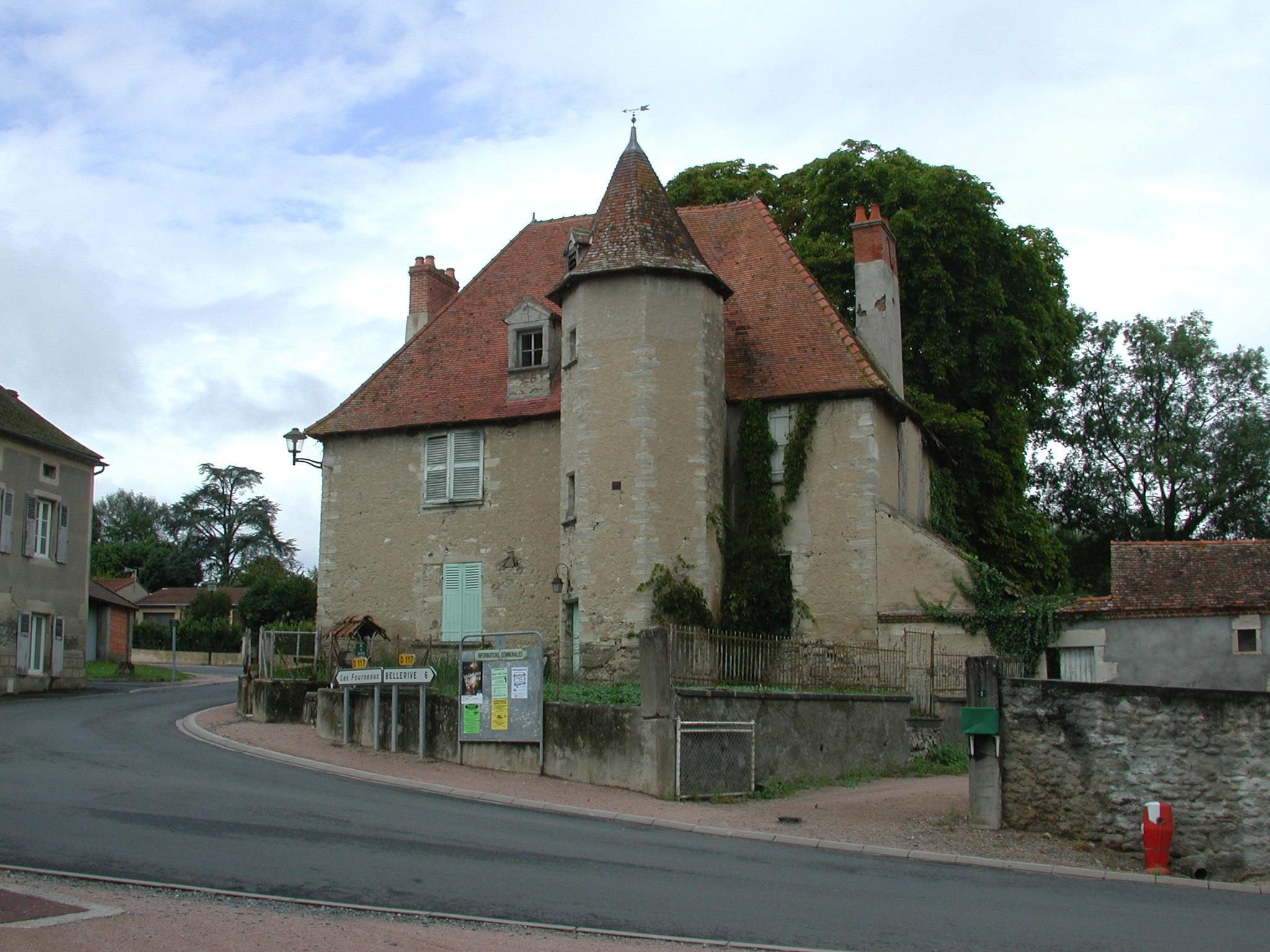
Колледж Брюгеа
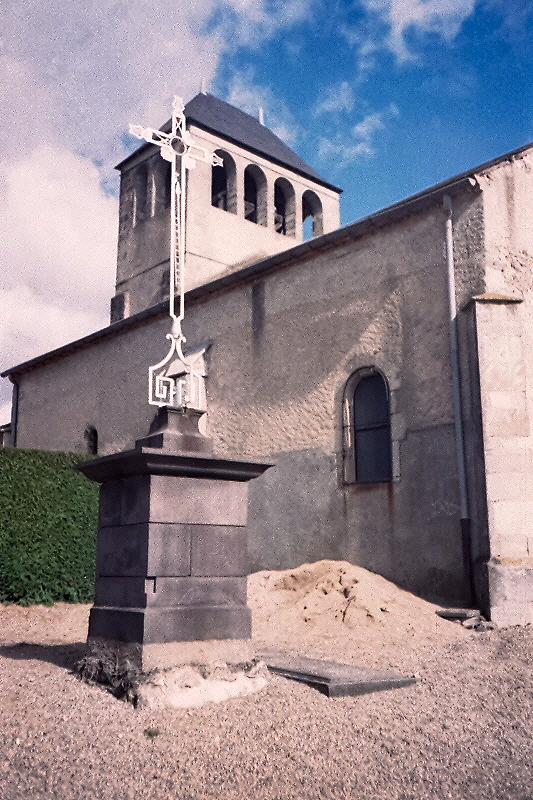
Церковь
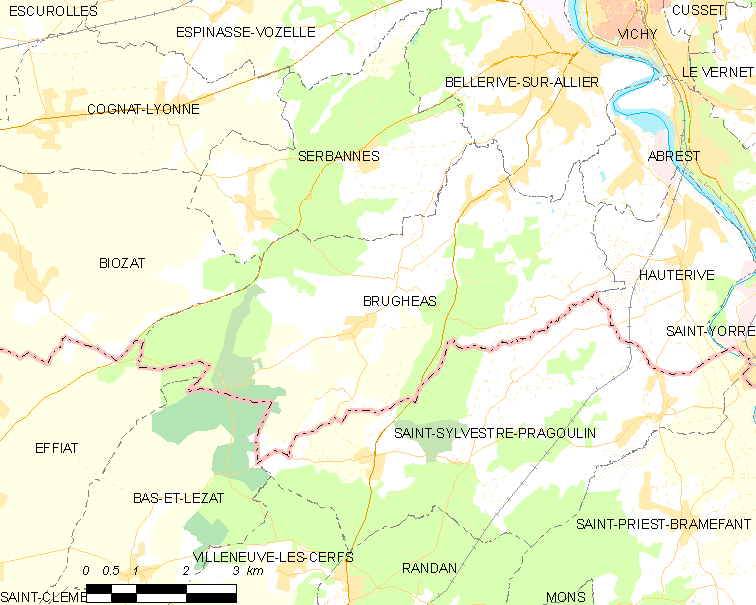
Карта коммуны